# Champagne (Genève)
Pour les articles homonymes, voir Champagne.

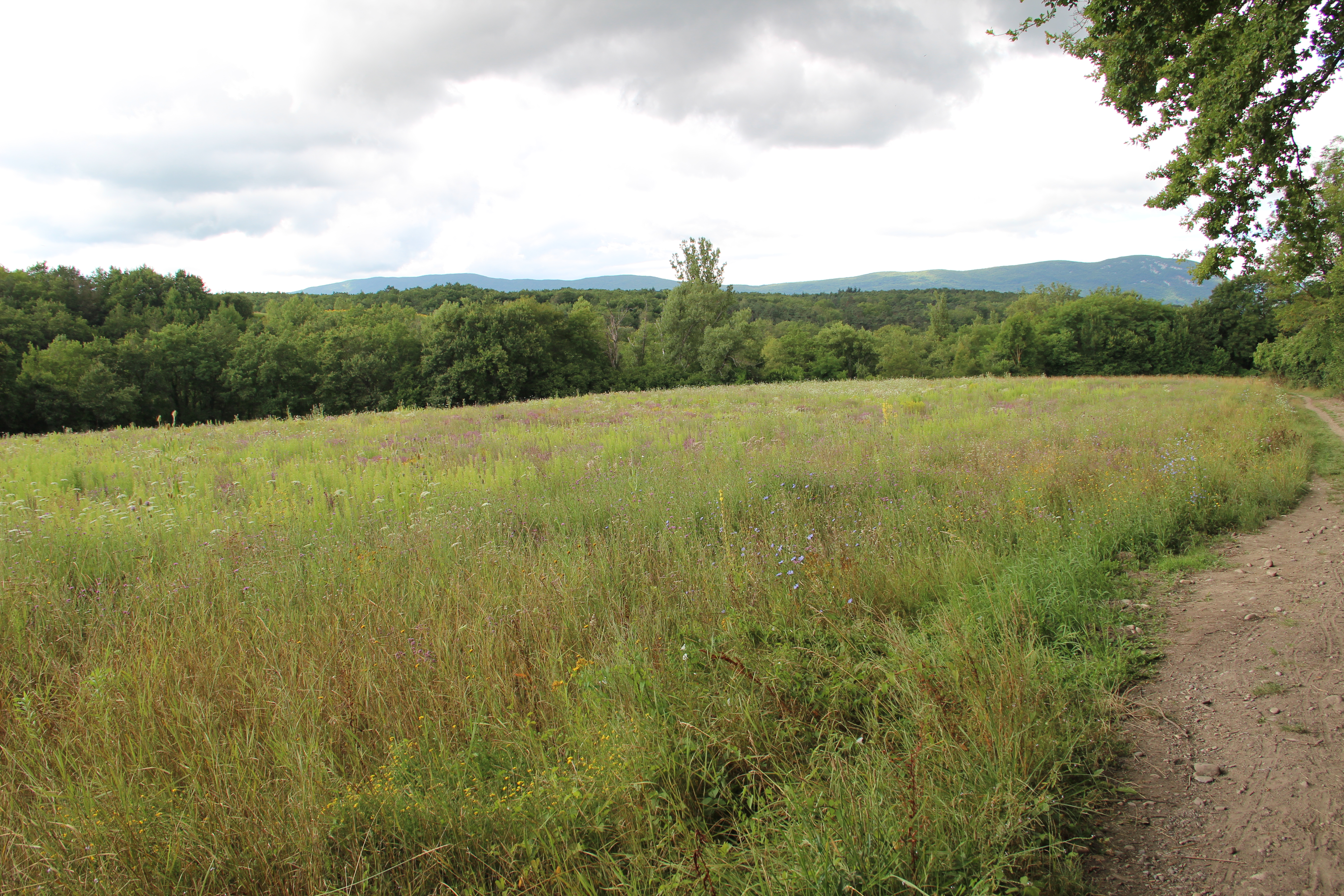

La Champagne est une région de l'ouest du canton de Genève, qui comprend les communes de :
- Aire-la-Ville
- Avully
- Avusy
- Cartigny
- Chancy
- Laconnex
- Soral

Le nom de cette région est une déformation du mot latin Campania qui désigne une région de plaine.